# ساختمان یعقوبیان

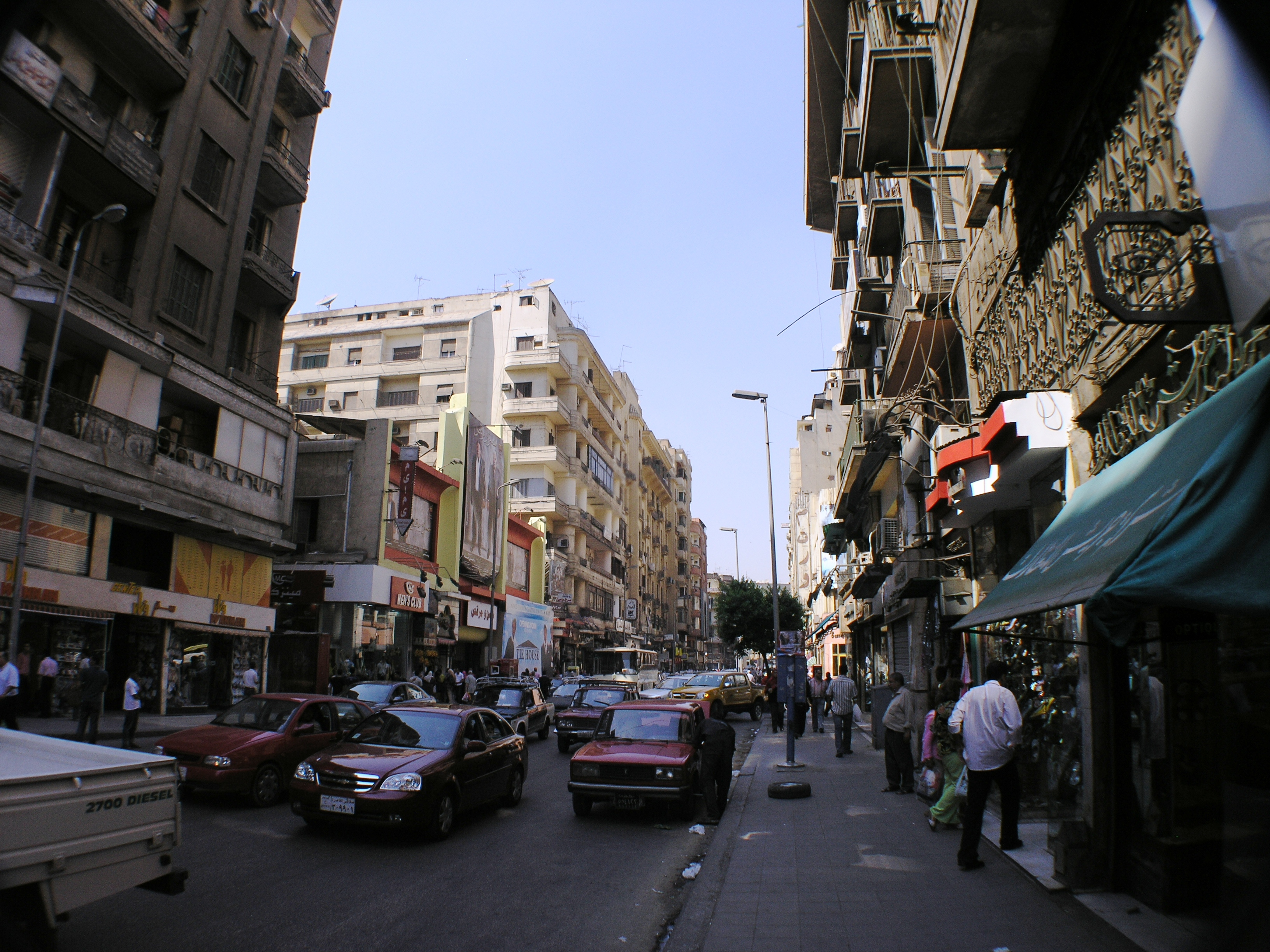
نمایی از ساختمان یعقوبیان از خیابان طلعت حرب.

ساختمان یعقوبیان (به عربی: عمارة یعقوبیان) یکی از معروف‌ترین ساختمان‌های مسکونی در شهر قاهره واقع در کشور مصر است. ساختمان یعقوبیان در سال ۱۹۳۷ با سرمایه هاگوپ یعقوبیان، تاجر متمول ارمنی‌تبار مصری، توسط یک شرکت ساختمانی ایتالیایی و با طراحی گارو بالیان در سبک آرت دکو ساخته‌شد.
ساختمان یعقوبیان، روزگاری یکی از بهترین ساختمان‌های مسکونی قاهره بود، اما امروزه شکوه سابق را از دست داده و ساختمانی زهوار دررفته و رو به نابودی است. این ساختمان ۱۰ طبقه به آدرس «شماره ۳۴ خیابان طلعت حرب» در مرکز شهر قاهره واقع شده‌است.

## در فرهنگ عامه
ساختمان یعقوبیان دست‌مایه رُمان پرفروشی در سال ۲۰۰۲ به نام «عمارت یعقوبیان» نوشته علاء الاسوانی بود. رمان به بیش از ۳۵ زبان ترجمه شد و بیش از یک میلیون نسخه فروخت.
در سال ۲۰۰۶، مروان حامد فیلم عمارت یعقوبیان را براساس فیلم‌نامه‌ای از وحید حامد ساخت.